# Canti e canzoni dei nostri cortili
Canti e canzoni dei nostri cortili è un album inciso da Rosanna Fratello, pubblicato dall'etichetta Ricordi nel 1974.

## Tracce
1. Quanto sei bella Roma
2. Calabria terra mia
3. Lacrime napuletane
4. La verità
5. Mare nostro
6. Canto dei carcerati
7. Quanto è bello lu primm'ammore
8. Lu suli sinni va
9. Sciummo
10. Miezz'a piazza
11. A' gulia
12. O' surdato 'nnammurato